# 合宜住宅弊案
合宜住宅弊案，於2014年在台灣爆發的行賄弊案，遠雄集團董事長趙藤雄涉嫌對桃園縣副縣長葉世文行賄以取得桃園縣八德市合宜住宅建案的承作權。後經由轉為汙點證人的蔡仁惠指證，2012年的林口A7合宜住宅建案也有類似的行賄情況。

## 弊案疑點

### 林口A7合宜住宅
- 林口A7合宜宅招標之初，依原本規劃的容積率限定只能蓋2451戶，也因容積率低利潤少，所以最後只有遠雄、皇翔、名軒、麗寶、櫻花等5家廠商願意投標，在刷掉櫻花後，巧合由4家廠商參與4塊基地比價，但開標前2天，桃園縣副縣長葉世文才突然宣布容積率從百分之300擴增到百分之400至450，最後竟然蓋了4,463戶（白話些就是所謂「鳥籠住宅」）。容積率原本是用來管控一個城市區域的居住人口，並以此去規畫交通、汙水下水道、水源等等公共建設，以確保城市的生活品質。但現在卻變成政府跟建商交易的籌碼，而容積率失控的惡果，公共設施不足、交通擁擠等等，就要人民去承受。
- 林口A7合宜宅案不到3年時間，剷平預定地上面的鐵皮工廠、磚屋，總共取得236公頃土地，但合宜住宅卻只用了10.22公頃土地，當時被「滅村」的桃園縣龜山鄉樂善村早已不復存，也就是說行政院以合宜住宅名義徵收大面積土地，卻只用4.3%的面積蓋合宜住宅，說這個案子「掛羊頭賣狗肉」，利用捷運站之便，以蓋合宜住宅之名，行炒（周邊廣大的）地皮之實。
- 在弊案中不合理且涉及違法的土地徵收程序還未完成之前，內政部就在2011年4月28日就「上網公告招標」， 隨後在2011年6月28、29日才舉辦「區段徵收說明會」。這種「預標售」人民土地的違法作為隨後遭監察院糾正，直到揭發弊案後曝光當初內政部涉「預標售」圖利的背景，而林口A7自救會會長徐玉紅無奈地說：「這麼龐大建設案，兩年就走完了，村民竟是最後才知。」當時政府還沒徵收就先將地標給建商，等標出後，居民才收到徵收通知。
- 林口A7合宜宅案預定地位於山坡地（畸零的邊坡地），也根本沒經過「環境影響評估審查」就動工。
- 林口A7合宜宅可取得所有權，5年後即可商業轉售。
- 建商不必負責取得土地，只負責興建，就可取得「車位」及「店面」兩項單價「利潤最高」的回饋，暴利驚人。

## 弊案經過
2014年5月30日，法務部廉政署揭發時任桃園縣副縣長葉世文涉嫌在桃園八德合宜住宅標案中收受遠雄建設賄款並將他收押，同時在其家中及辦公室搜到新臺幣1,820萬元可疑賄款。同日，檢方聲押葉世文、涉嫌擔任白手套的台北科技大學設計學院前院長蔡仁惠、遠雄集團董事長趙藤雄、遠雄開發部前副總魏春雄等4人。台北地院31日裁定葉世文、蔡仁惠收押、趙藤雄與魏春雄則分別以新台幣500萬元、100萬元交保，並限制住居、出境、出海。另外，遠雄財務副總許自強、合宜住宅承辦人周銘宏，也分別以新臺幣20萬元10萬元交保。檢方對趙藤雄等2人交保提出抗告。1日，台灣高院撤銷原交保裁定，發回台北地院；2日，台北地院重新裁定羈押禁見，趙藤雄等人提出抗告；3日凌晨，抗告遭駁回，趙藤雄、魏春雄確定羈押2個月。
2014年6月1日，遠雄集團在趙藤雄等人裁定交保後，隨即召開主管會議，並委託正光隆機密文件銷毀公司處理數十箱約69箱及碎紙片等機密文件；檢方認為有滅證之虞，將此批物件及時攔截查扣。
2014年6月2日，桃園縣縣長吳志揚宣佈桃園縣政府與遠雄建設解約，重新招標，並將桃園縣政府5名主管調職、撤換。
2014年6月10日，葉世文、趙藤雄、魏春雄、蔡仁惠等4人全數承認，八德合宜住宅一案，遠雄建設行賄新台幣1,600萬元，並經由蔡仁惠擔任白手套轉交給葉世文。
2014年7月7日，葉世文坦承2012年擔任內政部營建署署長期間，於林口A7合宜住宅建案時，也收受了遠雄建設新台幣600萬元賄款。
2014年7月9日，轉污點證人的蔡仁惠以新台幣100萬元交保並限制出境。
2014年7月25日，台北地檢署宣佈桃園八德合宜住宅弊案偵結，起訴趙藤雄、葉世文、魏春雄、蔡仁惠及葉世文女密友陳麗玲等5人。檢方認定，葉世文涉嫌向趙藤雄索賄新台幣2,600萬元；趙藤雄為取得該標案，由魏春雄聯繫，透過蔡仁惠交付前金賄款新台幣1,600萬元給葉世文。另認定葉世文涉嫌在A7合宜住宅案收受趙藤雄新台幣400萬元，協助遠雄取得標案。同日，台北地院裁定，趙藤雄與魏春雄分別以3,000萬及500萬元交保，限制住居，且需定時到派出所報到。
2015年3月20日，台北地方法院於下午5點一審宣判，依職務上行為收受、期約賄絡及財產來源不明等罪，判處葉世文有期徒刑19年，褫奪公權5年，併科罰金3,317萬，另葉世文、陳麗玲被訴「淡海新市鎮案」藉勢、藉端勒索財物獲判無罪。遠雄集團創辦人趙藤雄則依行賄等罪判處有期徒刑4年6個月，併科罰金90萬。遠雄副總經理魏春雄依行賄罪判處有期徒刑4年，併科罰金50萬，白手套蔡仁惠因轉污點證人供出葉世文向趙藤雄等人索賄過程，獲判有期徒刑6個月，併科罰金20萬。
2015年12月25日，台灣高等法院二審宣判，依職務上行為收受、期約賄絡及財產來源不明等罪判處有期徒刑21年，併科罰金新台幣1,000萬元，褫奪公權5年，另葉世文、陳麗玲被訴「淡海新市鎮案」藉勢、藉端勒索財物獲判無罪。遠雄集團創辦人趙藤雄則依行賄等罪有期徒刑2年，併科罰金新臺幣140萬元，緩刑5年，並向公庫支付新臺幣2億元，褫奪公權2年定讞。遠雄副總經理魏春雄依行賄罪判處有期徒刑1年10月，併科罰金新臺幣130萬元，緩刑5年，並向公庫支付新臺幣1億元，褫奪公權2年定讞。白手套蔡仁惠因轉污點證人供出葉世文向趙藤雄等人索賄過程，期約賄賂部分獲判免刑，關於不違背職務行為，交付賄賂，處有期徒刑6月，併科罰金新臺幣20萬元，緩刑2年，褫奪公權2年定讞。
2016年4月21日，最高法院將原判決關於葉世文「新竹眷村改建土地案」對於職務上行為期約賄賂、「八德合宜住宅案」對於職務上行為收受賄賂及公務員財產來源不明部分撤銷，發回台灣高等法院；另將原判決關於葉世文「機場捷運A7站合宜住宅招商投資興建（用地預標售）案」論處收受賄賂罪刑部分，駁回葉世文之上訴（有期徒刑7年，褫奪公權5年）；及檢察官就葉世文、陳麗玲被訴「淡海新市鎮案」藉勢、藉端勒索財物判決無罪定讞。
2017年3月16日，台灣高等法院更一審宣判，八德合宜宅部分判7年6月、褫奪公權5年，沒收犯罪所得1,600萬；財產來源不明罪部分判3年、褫奪公權3年，沒收3,317萬；至於新竹眷改案仍維持一審無罪判決。
2019年4月2日，最高法院駁回葉世文之上訴，八德合宜宅收賄部分，判刑7年6月；財產來源不明部分，判刑3年定讞。
2019年6月7日，葉世文涉及八德、林口A7合宜住宅收賄案及財產來源不明案，皆判刑定讞。高院裁定葉世文3罪合併執行14年徒刑，葉世文不服提起抗告，最高法院駁回確定。